# Villasalto
Villasalto là một đô thị ở tỉnh Sud Sardegna, vùng Sardegna của Ý, có vị trí cách khoảng 40 km về phía đông bắc của Cagliari. Đến thời điểm ngày 31 tháng 12 năm 2004, đô thị này có dân số 1.282 và diện tích là 130,1 km².
Villasalto giáp các đô thị: Armungia, Burcei, Dolianova, San Nicolò Gerrei, San Vito, Sinnai, Villaputzu.